# Le Cerf dans la forêt
Le Cerf dans la forêt – ou Scène de chasse – est un tableau réalisé par le peintre français Gustave Courbet en 1867. 

## Description
Cette huile sur toile au format standard 72 x 93 cm est un paysage qui représente un sous-bois dans lequel on remarque une harde de cerfs dont l'individu le plus proche est un mâle frottant ses bois contre un arbuste.

## Histoire du tableau
Julien Salles (1829-1915), philanthrope et ancien maire de Flers dans l'Orne, décide par testament de léguer l'œuvre au musée du château de Flers où elle entre en 1919 et est conservée depuis. 
Le tableau est resté inconnu des principaux biographes de Courbet, notamment de Robert Fernier et Pierre Courthion ; il n’a jamais été exposé ailleurs qu’au musée de Flers. Il fut au cours du siècle précédent rentoilé, et recouvert de divers enduits, opérations non documentées qui finirent par dénaturer l'œuvre et faire douter de son attribution. À partir de 2014 et jusqu'en 2017, le tableau est pris en charge par un laboratoire, les ateliers du Centre de recherche et de restauration des musées de France à Versailles. Le résultat final montre un tableau plus lumineux et fait apparaître le vert des feuillus et des arbres, et les ciels, contrastant avec les couleurs plus claires des sols, ce qui n'était pas le cas auparavant.